# Американские короткохвостые бурозубки
Америка́нские короткохво́стые бурозу́бки (лат. Blarina) — группа сравнительно больших ядовитых землероек с относительно короткими хвостами, найденную в Северной Америке.
Они принадлежат подсемейству бурозубочьих Soricinae. Виды в этой группе имеют 32 зуба.
Они, как правило, имеют тёмный мех и толстые ноги.
Слюна этих животных является токсичной и используется для того, чтобы убить добычу (например, они нападают на змей).

## Виды
- Обыкновенная короткохвостая бурозубка (Blarina brevicauda)
- Южная короткохвостая бурозубка (Blarina carolinensis)
- Blarina hylophaga
- Болотная короткохвостая бурозубка (Blarina peninsulae)